# Jacinto Durães
Jacinto Manuel Durães Mendes Gonçalves (Porto, 30 de julho de 1972 — 2 de janeiro de 2017), mais conhecido por Jacinto Durães foi um ator português, mais conhecido pelas suas representações no teatro.

## Biografia
Jacinto Durães nasceu no Porto em 1972. Estudou na Escola Superior de Música e Artes do Espetáculo, no Porto, e no Dartington College of Arts, em Devon, Reino Unido.
Desenvolveu a sua carreira como ator de teatro, trabalhando em companhias como Teatro Plástico, Teatro Experimental do Porto, Teatro Universitário do Porto, Seiva Trupe, Teatro Art'Imagem e Pé de Vento. Também participou em três curtas-metragens de André Delhaye, nomeadamente Miragens (1998), Liga-me (1999) e Belo (2002).